# DevConf.cz
DevConf.cz (Developer Conference) — ежегодная бесплатная конференция разработчиков, системных администраторов, DevOps-инженеров, тестировщиков, технических писателей и других участников сообщества СПО. Основной спонсор мероприятия — компания Red Hat. Основными темами конференции являются Linux, Middleware, Virtualization, Storage и Cloud. На мероприятии участники сообществ FLOSS, кроме посещения докладов и участия в семинарах, обмениваются новостями, обсуждают и даже ведут разработку различного СПО.
DevConf.cz — крупнейшая open-source конференция в Центральной Европе. Мероприятие обычно проводится за неделю перед FOSDEM в здании факультета информационных технологий Брненского технического университета.
Основные темы конференции в 2020 были: Agile, DevOps и CI/CD, Cloud и Containers, Community, Debug / Tracing, Desktop, Developer Tools, Documentation, Fedora, Frontend / UI / UX, Kernel, Immutable OS, IoT (Internet of Things), Microservices, Middleware, ML / AI / Big Data, Networking, Platform / OS, Quality / Testing, Security / IdM, Storage / Ceph / GlusterFS и Virtualization.

## История
Впервые конференция была проведена в 2009 году сразу за FUDCon (Fedora User and Developer Conference).
2009
- 10-11 сентября на факультете информатики Масарикова университета — рассчитана на разработчиков GNU/Linux, продвинутых пользователей и разработчиков JBoss
- 33 доклада и семинара[3]
- Темы докладов были как относящиеся к JBoss (Jopr, jboss.org, Drools, Jbpm), так и относящиеся к Fedora — KDE и coreutils[4]
- Главные докладчики: Radovan Musil и Radek Vokal

2011
- 11-12 февраля на факультете информатики Масарикова университета
- Два потока
- Около 200 посетителей[5]

2012
- 17-18 февраля на факультете информатики Масарикова университета
- 60 докладов (95 % на английском языке)
- Более 600 посетителей
- GTK+ hackfest и GNOME Docs Sprint[6]

2013
- 23-24 февраля на факультете информатики Масарикова университета
- 60 докладов, 18 lightning talks, 20 семинаров[7]
- Около 700 посетителей[8]

2014
- 7-9 февраля на факультете информатики Масарикова университета
- 6 потоков (3 потока докладов и 3 потока семинаров)
- Более 1000 посетителей
- Главным докладчиком был Tim Burke из Red Hat[9]

2015
- 6-8 февраля на факультете информационных технологий Брненского технического университета
- 154 семинара и доклада
- Более 1000 посетителей
- 8 потоков (5 потоков докладов и 3 потока семинаров)
- Были объявлены победители соревнования Winter of Code
- Главными докладчиками были Tim Burke, на тот момент вице-президент по инжинирингу Red Hat, и Mark Little, на тот момент вице-президент по инжинирингу Red Hat и CTO JBoss Middleware[10]

2016
- 5-7 февраля на факультете информационных технологий Брненского технического университета
- 203 семинара и доклада
- 1600 посетителей
- 8 потоков (5 потоков докладов и 3 потока семинаров)
- Главные докладчики: Tim Burke, Jan Wildeboer, Denis Dumas и Matthew Miller

2017
- 27-29 января на факультете информационных технологий Брненского технического университета
- 220 докладов, семинаров в 20 потоках, 30 lightning talks
  - 3-5 сессий про Storage, Cloud, Networking, .net и Desktop
  - 6-10 сессий про Microservices, OpenStack, Testing, DevTools, Virtualization, DevOps и Agile
  - 11-15 сессий про Config Management, Linux и OpenShift
  - 18 сессий в рамках JUDCon
  - Примерно по 20 сессий на Security, Fedora и Containers
- 1600 посетителей
- 13 стендов с проектами сообществ, 4 митапа сообществ

2018
- 26-28 января на факультете информационных технологий Брненского технического университета
- 3 ключевых доклада, 215 докладов и публичных дискуссий, 26 семинаров в 20 потоках
- 15 стендов с проектами сообществ, 6 митапов
- Главные докладчики: Chris Wright, Hugh Brock, Michael McGrath, Jim Perrin, Matthew Miller
- 1600 посетителей

2019
- 25-27 января на факультете информационных технологий Брненского технического университета
- 273 доклада и семинара
- 18 meetups and 6 activities
- 18 митапов и 6 иных развлекательных мероприятий
- 1500 посетителей

2020
- 24-26 января на факультете информационных технологий Брненского технического университета
- 3 ключевых доклада, 210 докладов, 11 публичных дискуссий, 23 семинара в 21 потоке
- 20 стендов с проектами сообществ, 12 митапов и 5 иных развлекательных мероприятий
- Главные докладчики: Leslie Hawthorn, William Benton & Christoph Goern, Karanbir Singh и Jeremy Eder
- 1600 посетителей

## Финансирование
Посещение и участие в мероприятии полностью бесплатны. Расходы оплачивают различные отделы компании Red Hat, а организационные вопросы и проведение мероприятия осуществляется волонтерами.